# 宣命
宣命（せんみょう）とは、天皇の命令を漢字だけの和文体で記した文書であり、漢文体の詔勅に対していう。この文体を宣命体（-たい）、その表記法を宣命書（-がき）、また宣命を読み上げる使者を宣命使（-し）、宣命を記す紙を宣命紙（-し）という。宣命体は、漢字仮名交じり文の源泉となった文体で、かなの発達史上、大変重要な文書である。

## 概要
天皇が宣（の）りたまう大命（おおみこと、命令）の意で、本来は口頭で宣布され、それを宣命体で書記した。奈良時代は朝賀・即位・改元・立后・立太子などの儀式に用いられ、平安時代以降は任大臣・贈位・神社・山陵などの告文にだけ用いられた。

### 宣命体・宣命書
宣命・祝詞などの文体を宣命体といい、その表記法である宣命書とは、体言・用言の語幹を大きな字で書き、助詞・助動詞・用言の活用語尾などは、一字一音の万葉仮名で小さく右に寄せて書く方法である。「を」には「乎」、「の」には「乃」、「は」には「波」などを一定して使っている。ただし、宣命体には2種類ある。助詞なども含めてすべて大字で書かれる宣命大書体（せんみょう だいしょたい）と、上述のように助詞などを小字で書き分ける宣命小書体（せんみょう しょうしょたい）である。
宣命書は、「漢字万葉仮名交じり文」と言えるが、その万葉仮名を平仮名に変えると、「漢字仮名交じり文」とほぼ同じになり、これは日本語表記の展開史の上で注目すべき出来事であった。

### 宣命体のモデル
古代朝鮮の吏読（りとう）が宣命体を導いたと推測されている。文型上、朝鮮語は日本語とよく似た言語で、助詞や助動詞などの文法的要素を必要とするため、漢文で書かれていた古代朝鮮の公文書にこれらの朝鮮語を書き加えることがおこってくる。これを吏読というが、原則として漢文の各分節の終わりにその要素を送りがなのように漢字で記した。この方法は日本の宣命書と同じであり、ここに吏読が宣命体のモデルという推測が生まれた。ただ、仮名を小さく書く宣命小書体に進展したのは、日本における成果である。

### 宣命紙
宣命を記す紙で、普通は黄麻紙（おうまし）を用い、伊勢神宮には縹色の紙、賀茂神社には紅色の紙を用いた。
黄麻紙とは、麻を主体に造った紙で、害虫を防ぐために黄檗（おうばく）で染めたため、その色からこの名がある。古来より麻は清浄なものとされていたので、奈良時代の写経にも多く使用された。 

## 宣命

### 孝謙天皇宣命
『続日本紀』には、697年、文武天皇の即位時のものをはじめとする宣命が62編、収録されている。しかし、いずれも原本は現存しない。
天平勝宝9歳（757年）3月25日の孝謙天皇宣命の転写が正倉院文書・正集第44巻に収めされている。
| 原文 | 釈文 |
| --- | --- |
| 天皇 我 大命 良末等 宣 布 大命 乎 衆聞食 倍止 宣。 此 乃 天平勝宝九歳三月廿日 天 乃 賜 倍留 大 奈留 瑞 乎 頂 尓 受賜 波理 | 天皇（すめら）が大命（おほみこと）らまと宣（のりたま）ふ大命を 衆（もろもろ）聞食（きこしめさ）へと宣（のる）。 此（こ）の天平勝宝九歳三月廿日 天（あめ）の賜（たま）へる大（おほい）なる 瑞（しるし）を頂（いただき）に受賜（うけたま）はり |

### 後伏見上皇宣命
後鳥羽天皇が後白河法皇の院宣（宣命）で践祚して以降、上皇による院宣（宣命）によって新天皇が践祚することができるようになった。次のものは、後醍醐天皇が笠置山に立て籠もったことによって、後伏見上皇が皇太子量仁親王（光厳天皇）の践祚を命じた宣命である。

### 光厳上皇宣命
光厳上皇が、豊仁親王（光明天皇）の立太子と践祚を命じた宣命。